# Усть-Нарик
Усть-Нари́к (рос. Усть-Нарык) — селище у складі Новокузнецького району Кемеровської області, Росія. Входить до складу Терсинського сільського поселення.

## Населення
Населення — 99 осіб (2010; 139 у 2002).
Національний склад (станом на 2002 рік):
- росіяни — 87 %